# François van Hoogstraten (1632-1696)
François van Hoogstraten ('s-Gravenhage, 31 januari 1632 - Rotterdam, 24 januari 1696) was een Nederlands boekdrukker, uitgever, vertaler en dichter. Ook werkte hij als schilder en muntmeester.

## Biografie
Van Hoogstraten was lid van de familie Van Hoogstraten en een zoon van kunstschilder Dirk van Hoogstraten (1596-1640) en Maeiken de Coning (1598-1645) en een broer van de kunstschilder Samuel van Hoogstraten (1627-1678). Hij trouwde in 1656 met Hester de Koning (1628-1666) en zij waren de ouders van David van Hoogstraten en Jan van Hoogstraten.
Van Hoogstraten werd geboren in Den Haag maar bracht een deel van zijn jeugd door in Dordrecht waarnaartoe zijn vader in 1640 verhuisde. In die laatste plaats bekwaamde hij zich ook in het vak van boekhandelaar totdat hij rond 1652 naar Wenen vertrok. Vervolgens vestigde hij zich als uitgever in Rotterdam om dat vak van 1678 tot 1682 in Dordrecht uit te oefenen en zijn broer Samuel daar op te volgen als provoost van de Munt. Daarna was hij opnieuw uitgever te Rotterdam.
Van Hoogstraten was zelf dichter en vertaler en schreef bijvoorbeeld de gedichten bij de prenten in het bekende werk van Matthijs Balen over de geschiedenis van Dordrecht uit 1676. Hij vertaalde met name werk (uit het Latijn) van zijn inspirator Erasmus. 

## Bibliografie

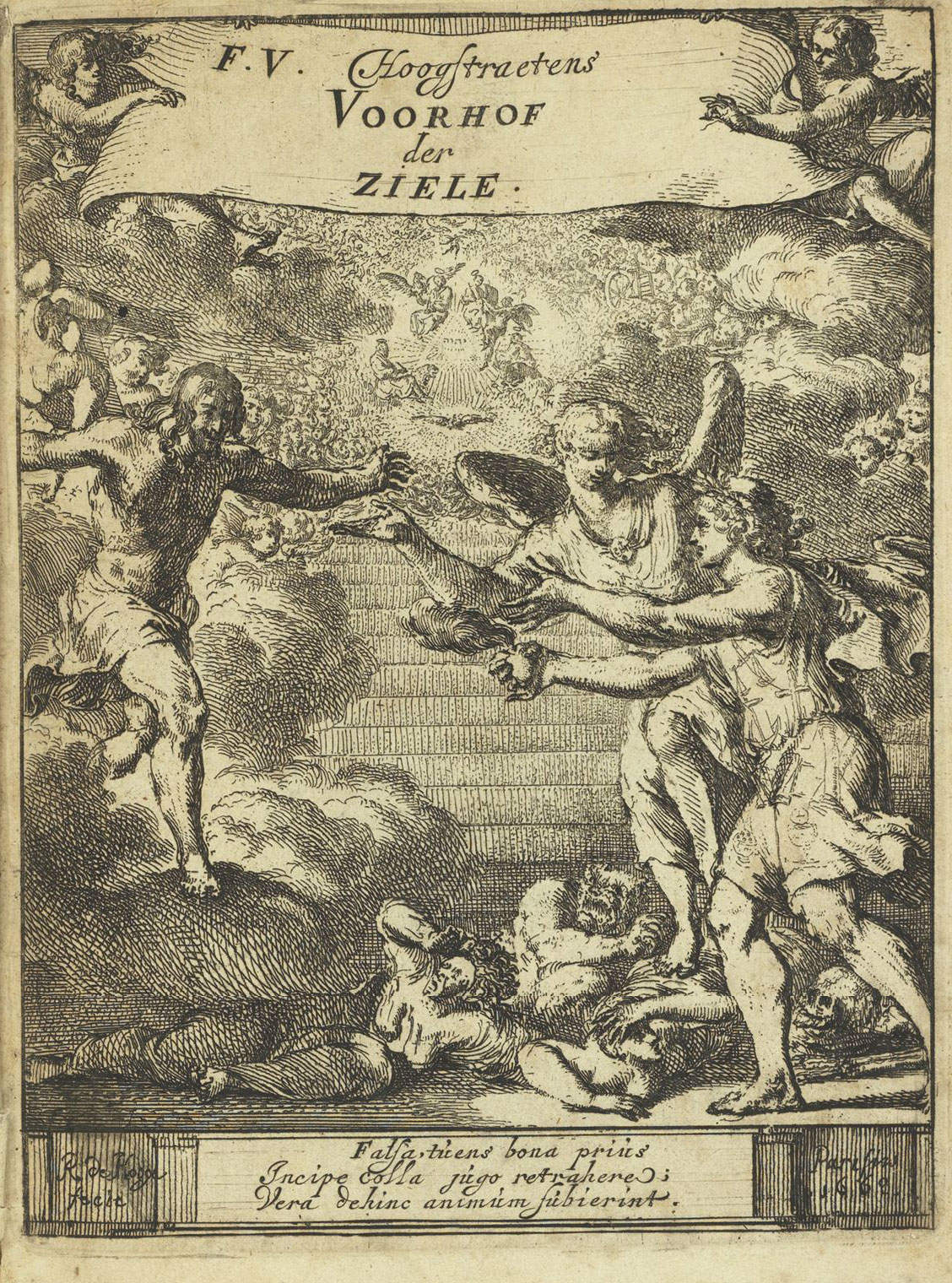
Titelblad van "Voorhof der Ziele" met gravure van Romeyn de Hooghe (1668)